# Петар Фајфрић
Петар Фајфрић (Беркасово, 15. фебруар 1942 — Шабац, 11. март 2021) био је српски и југословенски рукометаш.

## Биографија
Фајфрић је имао веома дугу каријеру, а играо је искључиво за рукометне клубове у Југославији. Почео је да игра у земунској Младости, а наставио у Црвеној звезди, панчевачком Динаму, Црвенки и Металопластици. Играо је на позицији левог крила, али се посебно истицао у игри у одбрани. Учествовао је на Олимпијским играма са репрезентацијом Југославије 1972. године у Минхену. Постао је олимпијски шампион. Са репрезентацијом је још освојио две бронзане медаље на Светским првенствима и то 1970. у Француској и 1974. у Источној Немачкој.
Као спортски радник дао је огроман допринос успесима шабачке Металопластике у домаћим и европским такмичењима. Био је тренер Женског рукометног клуба Медицинар из Шапца. Од 2012. био је члан управе овог клуба. По образовању био је инжењер агрономије. Његова кћерка Сандра је такође била рукометашица и репрезентативка.
Преминуо је 11. марта 2021. године у Шапцу од последица коронавируса.

## Успеси
Југославија
- медаље
- злато Олимпијске игре 1972. Минхен.
- бронза 1970. Француска.
- бронза 1974. Источна Немачка.